# Thomas Ewing (australijski polityk)
Thomas Ewing (ur. 9 października 1856 w Pitt Town, zm. 15 września 1920 w Sydney) – australijski polityk, w latach 1906-07 minister spraw wewnętrznych, a następnie od 1907 do 1908 minister obrony Australii.

## Życiorys

### Początki kariery politycznej
Pochodził z urzędniczej rodziny. Początkowo planował zostać prawnikiem, lecz ostatecznie wybrał bardzo prestiżowy w kolonialnej Australii (bo niezbędny przy wytyczaniu nowych posiadłości ziemskich) zawód geodety. W wieku 21 lat uzyskał licencję na samodzielnie wykonywanie tego fachu i znalazł zatrudnienie w Departamencie Ziem rządu kolonialnego Nowej Południowej Walii. W 1885 rozpoczął karierę polityczną, uzyskując mandat w Zgromadzeniu Ustawodawczym swojej kolonii. Opowiadał się za protekcjonistyczną polityką celną, przyznaniem praw wyborczych kobietom oraz zakazem osiedlania się w Australii osób pochodzenia innego niż europejskie. Był także zwolennikiem powstania federacji kolonii brytyjskich w Australii.

### Polityka federalna
W 1901 – kiedy zainaugurowano Związek Australijski – przeniósł się do parlamentu federalnego, gdzie zasiadł w ławach Partii Protekcjonistycznej jako poseł z okręgu Richmond. Był członkiem drugiego i trzeciego gabinetu Deakina, sprawując urzędy wiceprzewodniczącego Federalnej Rady Wykonawczej (1905-06), ministra spraw wewnętrznych (1906-07) i ministra obrony (1907-08). Na tym ostatnim stanowisku wsławił się wprowadzeniem systemu obowiązkowych szkoleń wojskowych (czego nie należy mylić z poborem, który pojawił się w Australii dopiero w czasie I wojny światowej) dla męskiej części obywateli.

### Późniejsze życie
W 1910 przeszedł na polityczną emeryturę, motywując to pogarszającym się stanem zdrowia. Przez resztę życia utrzymywał się z własnej farmy. Zmarł w szpitalu w Sydney w 1920 roku, przyczyną były schorzenia serca i nerek. W 1908 na wniosek premiera Deakina król odznaczył go Orderem św. Michała i św. Jerzego klasy Rycerz Komandor, co uprawniało go do tytułu Sir przed nazwiskiem. Zarówno premier, jak i sam Ewing uznali to odznaczenie za wyszukaną formę nieco złośliwego żartu, gdyż Ewing znany był w parlamencie ze swojej ogromnej niechęci do rozbudowanej tytulatury.